# Le Déluge

Le Déluge este o comună în departamentul Oise, Franța. În 1 ianuarie 2018 avea o populație de 564 de locuitori.